# Achromatium oxaliferum
Achromatium oxaliferum (лат.) — вид гамма-протеобактерий из порядка Thiotrichales.
Клетки бактерии могут достигать 0,125 мм в длину, что делает её крупнейшей из пресноводных бактерий.
Achromatium oxaliferum живёт в донных осадках пресных озёр, где обычно встречается на границе кислородной и бескислородной зон, но проникает и в полностью бескислородные слои. Он получает энергию за счёт окисления сероводорода сначала до серы (которая хранится в виде гранул в цитоплазме), а затем и до сульфатов, способен к фиксации неорганического углерода, но может усваивать и органические соединения.
Уникальной особенностью этой бактерии является наличие в её клетках многочисленных крупных включений коллоидного кальцита, который разделяет цитоплазму на множество сообщающихся отсеков (компартментов). Молекулы ДНК образуют множество (в среднем около 200 на клетку) локальных скоплений в просветах между гранулами кальцита. A. oxaliferum является полиплоидом, то есть в каждой клетке содержится не одна, а множество копий генома.
Секвенирование ДНК показало, что фрагменты ДНК, выделенные из каждой клетки, в действительности принадлежат не одному, а множеству довольно сильно различающихся геномов. Уровень внутриклеточного генетического разнообразия оказался сопоставим с уровнем разнообразия всей популяции, оцененным на основе метагенома 10 000 клеток.
Клетки A. oxaliferum покрыты органическим чехлом, на поверхности которого кишат разнообразные сожители — мелкие бактерии.